# Serrat de Gualter
El Serrat de Gualter és una muntanya de 652 metres que es troba al municipi de la Baronia de Rialb, a la comarca catalana de la Noguera.
Al cim podem trobar-hi un vèrtex geodèsic (referència 265099001).